# Beźnik
Beźnik dawniej też Brzeźnik – wieś w Polsce położona w województwie mazowieckim, w powiecie przysuskim, w gminie Przysucha. Wieś ma status sołectwa.
W latach 1975–1998 miejscowość administracyjnie należała do województwa radomskiego.
Do 30 czerwca 1994 w gminie Potworów.
Wierni Kościoła rzymskokatolickiego należą do parafii św. Wojciecha w Skrzyńsku.